# Kislino (Kursk)
Kislino (russisch Кислино) ist ein Weiler (chutor) in der Oblast Kursk in Russland. Es gehört zum Rajon Kursk und zur Landgemeinde (selskoje posselenije) Ryschkowski selsowjet.

## Geographie
Der Ort liegt an der süden Grenze vom Oblastverwaltungszentrums Kursk im südwestlichen Teil der Mittelrussischen Platte, 3 km vom Sitz des Dorfsowjet – Ryschkowo, 83 km vor Grenze zwischen Russland und der Ukraine, im Becken des Seim (linker Nebenfluss der Desna).

### Klima
Das Klima im Ort ist wie im Rest des Rajons kalt und gemäßigt. Es gibt während des Jahres eine erhebliche Niederschlagsmenge. Dfb lautet die Klassifikation des Klimas nach Köppen und Geiger.

## Bevölkerungsentwicklung
| Jahr | Einwohner |
| ---- | --------- |
| 2002 | 449       |
| 2010 | ▲504      |

Anmerkung: Volkszählungsdaten

## Verkehr
Kislino liegt 2 km vor Straße interkommunaler Bedeutung 38N-416 (Kursk – Petrin), an der Straße 38N-419 (38N-416 – Kislino – Kukujewka) und 2 km vom nächsten Bahnhof Ryschkowo (Eisenbahnstrecke Lgow-Kijewskij – Kursk) entfernt.
Der Ort liegt 112 km vom internationalen Flughafen von Belgorod entfernt.